# Synagogue Rashi (Paris)
La synagogue Rashi ou Rashi Shul, sise 6 rue Ambroise-Thomas, fait partie des synagogues orthodoxes non-consistoriales, dans le 9e arrondissement de Paris.

## Histoire
De rite sfard (rite ashkénaze inspiré de celui qu'a élaboré Isaac Louria), elle fut fondée par des Juifs venant d'Europe de l'Est. Elle fait partie de la Kehilas Hacharedim (Union des juifs orthodoxes ) de Paris, non-rattachée au Consistoire central, et dont le dirigeant actuel est le grand-rabbin (non-consistorial) Mordechai Rottenberg. La synagogue elle-même a été dirigée après la Seconde Guerre mondiale par le rabbin Yehudoh Leibish Stern (1888 - c.1964), et puis par le rabbin Haïm Tsvi Rozenberg (ce dernier est décédé en 2019). Aujourd'hui son fils le rabbin Yossef Rozenberg dirige la communauté.
M. Mathias a longtemps été le secrétaire de cette synagogue. Son fils Bernard Mathias a écrit un livre, Les concierges de Dieu,  retraçant cette vie dans et autour de la synagogue,.